# Ágatha Ruiz de la Prada
Ágatha Ruiz de la Prada, španska samostojna modna oblikovalka, * 1960, Madrid.
Njena značilna, svetlo obarvana, oblikovanja krasijo značilni motivi: sončki lune in srca. Oblikuje pohištvo, preproge, lončenino, luči, pisala, vazeline, parfume, torbe, brisače, posteljno perilo in obleke za otroke in odrasle.
V svetu mode se je pojavila 80. letih 20. stoletja in se uspela obdržati stran od ostalih modnih smernic. Študirala je na l'Escola d'Art i Tècniques de la Moda de Barcelona. Svojo prvo modno revijo je izpeljala leta 1981 v Localu, Centro de Diseño in bila je ikona Movide. Njena oblikovanja odražajo humor, drznost, barvo in naravo.
Danes živi v Madridu, kjer ima glavni studio in živi skupaj z možem, novinarjem Pedrom J. Ramírezom. Imata sina Tristana in hčerko Cosimo.